# Keek
Keek er et online socialt netværk, hvor man som gratis bruger kan oprette statusopdateringer i form af videoer ("keeks"). Brugere kan oprette keeks til hjemmesiden via et webcam eller ved at bruge Keek-applikationen til iPhone, Android eller BlackBerry.